# Give ’Em Hell (Sebastian-Bach-Album)
Give 'Em Hell ist das fünfte Soloalbum und das dritte Solo-Studioalbum des ehemaligen Skid-Row-Sängers Sebastian Bach. Es wurde am 22. April 2014 veröffentlicht. 

## Musikstil
Steven Thomas Erlewine von Allmusic beschreibt das Hard-Rock-/Heavy-Metal-Album als „rauer und härter, als Skid Row auf ihrem Höchstpunkt waren“.

## Rezeptionen
Give 'Em Hell erhielt größtenteils gute Bewertungen. Das Online-Magazin metal.de gab dem Album acht von zehn Sternen und schrieb: „Äußerst eingängige Killer-Refrains, die direkt im Ohr hängen bleiben werden garniert mit fetten Riffs und schicken, teils extravaganten Gitarrensolos.“  Dorian Gorr von Metal Hammer schrieb, es gebe von Beginn des Albums „volle Riff-Breitseite mit leichtem Alternative-Einschlag“, jedoch komme es „nicht ohne ein Mindestmaß an Kitsch aus. Allerdings in erstaunlich erträglichem Umfang.“ Es liege in Bachs Natur, dass er vereinzelt über das Ziel hinausschieße.

## Veröffentlichungen und Charterfolge
Das Album verkaufte sich in den USA in der ersten Woche nach der Veröffentlichung etwa 4000 mal. Es war eine Woche in den Billboard-200-Charts und erreichte Platz 72. Außerdem erreichte es in den Billboard-Hard-Rock-Charts Platz drei und war dort für eine Woche.

## Titelliste
| Nr.          | Titel                         | Autor(en)                                                | Länge |
| ------------ | ----------------------------- | -------------------------------------------------------- | ----- |
| 1.           | Hell Inside My Head           | Sebastian Bach, K. S. Anthony, Jeff George, Bob Marlette | 3:57  |
| 2.           | Harmony                       | Bach, Devin Bronson, Marlette, Duff McKagan              | 3:48  |
| 3.           | All My Friends Are Dead       | Bach, Bronson, Marlette, Isaac Carpenter                 | 4:38  |
| 4.           | Temptation                    | Bach, Marlette, Johnny Chromatic, John 5                 | 3:46  |
| 5.           | Push Away                     | Bach, Steve Stevens                                      | 5:19  |
| 6.           | Dominator                     | Bach, Bronson, Marlette                                  | 4:32  |
| 7.           | Had Enough                    | Bach, Bronson, Marlette, Anthony, Stevens                | 4:35  |
| 8.           | Gun to a Knife Fight          | Bach, Bronson, Marlette, Anthony, Stevens                | 4:04  |
| 9.           | Rock n Roll is a Vicious Game | Myles Goodwyn                                            | 4:01  |
| 10.          | Taking Back Tomorrow          | Bach, Carpenter, Marlette                                | 4:01  |
| 11.          | Disengaged                    | Bach, Bronson, Marlette, Anthony                         | 3:13  |
| 12.          | Forget You                    | Bach, Bronson, Marlette                                  | 3:08  |
| Gesamtlänge: | Gesamtlänge:                  | Gesamtlänge:                                             | 49:00 |

## Besetzung
- Gesang: Sebastian Bach
- Bass: Duff McKagan
- Gitarre: Devin Bronson
- Schlagzeug: Bobby Jarzombek

### Gastmusiker
- Gitarre: John 5
- Gitarre: Steve Stevens